# Locomotive Martin Luther
La locomotive Martin Luther est une locomobile à vapeur située dans la région de Erongo en Namibie. Elle est classée monument national de Namibie depuis le 31 mars 1975.

## Histoire
Elle est convoyée par les colons allemands installés en Namibie, depuis leur pays d'origine, en 1894. Mais la locomotive a une forte tendance à l'ensablement, et les projets de développement du trafic ferroviaire échouent.